# Mănăstirea Strehareț
Mănăstirea Strehareț este așezată într-un pitoresc peisaj de verdeață și lumină, pe coasta nord-vestică a municipiului Slatina, județul Olt.

## Scurt istoric
Ctitor al schitului Strehareț este episcopul Serafim mai întâi episcop al Buzăului și din anul 1668, episcop al Râmnicului. Acesta cumpără la 24 aprilie 7172 (1664), de la feciorii popii Hariton, în hotarul Streharețului, vii lucrate, țelina și pomet „și cu braniște și cu fântână drept bani, 90 unghi (bani ungurești)”. Aceasta va constitui zestrea cea mai însemnată a schitului. În anul următor, 1665, 1 aprilie, Radu Vodă Leon (1664-1669) dăruiește act episcopului Serafim, care era tot la Buzău, „pentru toate viile lui de la Slatina, moșie megieșească, de la moșul lui Gurca” și le scutește și de vinariciul domnesc, scutind, de asemenea și stupii de dijmă și oile de oierit. Construcția schitului începe în anul 1665, iar la 4 august 1668 episcopul Serafim închină ctitoria sa Mitropiliei din București unde păstorea Mitropolitul Teodosie. Tot episcopul Serafim este cel care îngrijește din 1671 până în 1672 ca schitul să fie zugrăvit, la 28 decembrie 1672 afișându-se și inscripția, în timpul domniei lui Antonie Vodă din Popești (1669-1672) și al păstoririi Mitropolitului Varlam (24 decembrie 1672-2 aprilie 1679).
După moartea sa, episcopul Serafim  a încredințat conducerea schitului egumenului Veniamin, care primește danii și cumpără moșii pentru schit. Astfel, la 12 septembrie 1763, jupânița Coplea Buzescu, dimpreună cu Elina și copii acesteia, Barbu și Constantin, descendenți din familia Buzeștilor, dăruiesc jumătate din moșia lor de la Cireașovul de deal. La 8 iunie 1674, doi monahi – Andronia și fiul său Anlenie – dăruiesc moșie mănăstirii Strehareț „care iaste făcută de Serafim episcopul”. Șerban Vodă Cantacuzino printr-un hrisov dat la 12 mai 1679, scutește „bucatele” Streharețului de dijma către curte. La 21 aprilie 1693 jupâneasa Voica „ce-a fost a lui Murga post ot Turia”, cu fiică-sa Florica – diaconeasa și văru-său Cristea dau zapis la mâna Egumenului Filotei (urmașul lui Veniamin), prin care dăruiesc toată partea lor de moșie mănăstirii Strehareț. Tot în 1693, Constantin Vodă Brâncoveanu dă un hrisov prin care se scutesc bucatele schitului de dijmă.
Până în anul 1802 schitul Strehareț a fost de mai multe ori prădat de turci. În vara anului 1802 schitul a fost cuprins de un incendiu, lucru pentru care a fost părăsit până în anul 1832, când aflam aici 63 de suflete și de preoții Vasile sin Popa Ion și Preda sin Oprea, care fac reparații și îmbunătățiri mănăstirii și împrejurimilor ei. În anul 1838 un cutremur de pământ i-a adus simțitoare stricăciuni, dar prin dragostea credincioșilor și cu ajutorul lor, mănăstirea a fost restructurată, în aprilie – septembrie 1844 de iscusitul eclesiarh Iosif. Prin grija acestuia se construiesc mai multe clădiri în jurul mănăstirii, care în anul 1863 sunt transformate în spital.
În urma reformei domnitorului Alexandru Ioan Cuza din 1863, o parte din averile mănăstirii au fost secularizate, iar cu o altă parte din moșiile mănăstirii, în anul următor 1864, au fost împroprietăriți 12 țărani din satul Sinești – Olt. După anul 1865 schitul Strehareț a dus o viață liniștită și fără prea mari evenimente. I-au mai fost adăugate clădiri în partea sud-estică, dar care au fost dărâmate cu timpul. În anul 1936, pentru viețuitorii mănăstirii au fost construite câteva clădiri – chilii, în partea nordică a mănăstirii. Cutremurele de pământ din anii 1940 și 1977 au adus vizibile prejudicii atât zidăriei cât și picturii, care nu-și mai păstrează coloritul inițial, frescele fiind parțial degradate.
Fresca schitului este importantă prin stilul pictural neo-bizantin și prin scrierea cu caractere chirilice ce se păstrează pe frontispiciile icoanelor murale. Multe din icoanele schitului sunt vii documente, cu însemnări ale timpului, icoane care, contrar intemperiilor vremii sunt încă frumoase și se păstrează bine.
În anul 1979, vechea clopotniță a fost dărâmată și a fost zidită o nouă clopotniță deasupra portalului, la intrarea în incinta mănăstirii.
În forma în care se prezintă schitul Strehareț, este un prețios loc de pelerinaj și un important vestigiu al istoriei țării și bisericii românești.